# Eisma
Eisma es un pueblo ubicado en el municipio de Haljala, en el condado de Lääne-Viru, Estonia.

## Superficie
Posee una superficie de 7,484 kilómetros cuadrados.

## Demografía
Hasta 2021 la población era de 42 habitantes, con una densidad de población de 5,612 habitantes por kilómetro cuadrado.